# Oldenlandia trinervia
Oldenlandia trinervia là một loài thực vật có hoa trong họ Thiến thảo. Loài này được Retz. mô tả khoa học đầu tiên năm 1786.